# Shanghai Open 1997 - Qualificazioni singolare
Le qualificazioni del singolare dello Shanghai Open 1997 sono state un torneo di tennis preliminare per accedere alla fase finale della manifestazione. I vincitori dell'ultimo turno sono entrati di diritto nel tabellone principale. In caso di ritiro di uno o più giocatori aventi diritto a questi sono subentrati i lucky loser, ossia i giocatori che hanno perso nell'ultimo turno ma che avevano una classifica più alta rispetto agli altri partecipanti che avevano comunque perso nel turno finale.
Le qualificazioni del torneo Shanghai Open 1997 prevedevano 28 partecipanti di cui 4 sono entrati nel tabellone principale.

## Teste di serie
1. Leander Paes (Qualificato)
2. Nicolás Pereira (ultimo turno)
3. Kevin Ullyett (Qualificato)
4. Bill Behrens (ultimo turno)

1. Wayne Black (ultimo turno)
2. Satoshi Iwabuchi (Qualificato)
3. Maks Mirny (Qualificato)
4. Benny Wijaya (primo turno)

## Qualificati
1. Leander Paes
2. Maks Mirny

1. Kevin Ullyett
2. Satoshi Iwabuchi

## Tabellone

### Legenda
| - Q = Qualificato - WC = Wild card - LL = Lucky loser | - ALT = Alternate - SE = Special Exempt - PR = Protected Ranking | - w/o = Walkover - r = Ritirato - d = Squalificato |

### Sezione 1
|  | Primo turno       | Primo turno       | Primo turno       | Primo turno | Primo turno |  |  | Secondo turno     | Secondo turno     | Secondo turno     | Secondo turno     | Secondo turno     |   |   | Ultimo turno | Ultimo turno | Ultimo turno | Ultimo turno | Ultimo turno |  |
|  |                   |                   |                   |             |             |  |  |                   |                   |                   |                   |                   |   |   |              |              |              |              |              |  |
|  |                   |                   |                   |             |             |  |  |                   |                   |                   |                   |                   |   |   |              |              |              |              |              |  |
|  |                   |                   |                   |             |             |  |  | 1                 | Leander Paes      | Leander Paes      | 6                 | 6                 |   |   |              |              |              |              |              |  |
|  | Claudio Pistolesi | Claudio Pistolesi | Claudio Pistolesi | 6           | 6           |  |  |                   | Claudio Pistolesi | Claudio Pistolesi | 2                 | 4                 |   |   |              |              |              |              |              |  |
|  | Vladimir Malolin  | Vladimir Malolin  | Vladimir Malolin  | 1           | 3           |  |  |                   |                   |                   |                   |                   |   |   | 1            | Leander Paes | Leander Paes | 7            | 7            |  |
|  | Dmitrij Tomaševič | Dmitrij Tomaševič | Dmitrij Tomaševič | 6           | 6           |  |  |                   |                   |                   | Dmitrij Tomaševič | Dmitrij Tomaševič | 6 | 5 |              |              |              |              |              |  |
|  | Carsten Arriens   | Carsten Arriens   | Carsten Arriens   | 2           | 1           |  |  | Dmitrij Tomaševič | Dmitrij Tomaševič | Dmitrij Tomaševič | 7                 | 6                 |   |   |              |              |              |              |              |  |
|  |                   | T. J. Middleton   | T. J. Middleton   | 6           | 6           |  |  | T. J. Middleton   | T. J. Middleton   | T. J. Middleton   | 6                 | 3                 |   |   |              |              |              |              |              |  |
|  | 8                 | Benny Wijaya      | Benny Wijaya      | 4           | 2           |  |  |                   |                   |                   |                   |                   |   |   |              |              |              |              |              |  |

### Sezione 2
|  | Primo turno    | Primo turno    | Primo turno    | Primo turno | Primo turno |  |  | Secondo turno | Secondo turno   | Secondo turno   | Secondo turno | Secondo turno |   |   | Ultimo turno | Ultimo turno    | Ultimo turno    | Ultimo turno | Ultimo turno |  |
|  |                |                |                |             |             |  |  |               |                 |                 |               |               |   |   |              |                 |                 |              |              |  |
|  |                |                |                |             |             |  |  |               |                 |                 |               |               |   |   |              |                 |                 |              |              |  |
|  |                |                |                |             |             |  |  | 2             | Nicolás Pereira | Nicolás Pereira | 6             | 6             |   |   |              |                 |                 |              |              |  |
|  | Ling Lu        | Ling Lu        | Ling Lu        | 6           | 6           |  |  |               | Ling Lu         | Ling Lu         | 2             | 4             |   |   |              |                 |                 |              |              |  |
|  | Wing Luen Wong | Wing Luen Wong | Wing Luen Wong | 4           | 3           |  |  |               |                 |                 |               |               |   |   | 2            | Nicolás Pereira | Nicolás Pereira | 3            | 2            |  |
|  | Kent Kinnear   | Kent Kinnear   | 6              | 7           | 6           |  |  |               |                 | 7               | Maks Mirny    | Maks Mirny    | 6 | 6 |              |                 |                 |              |              |  |
|  | David Ekerot   | David Ekerot   | 7              | 6           | 4           |  |  |               | Kent Kinnear    | Kent Kinnear    | 4             | 2             |   |   |              |                 |                 |              |              |  |
|  | 7              | Maks Mirny     | Maks Mirny     | 6           | 6           |  |  | 7             | Maks Mirny      | Maks Mirny      | 6             | 6             |   |   |              |                 |                 |              |              |  |
|  |                | Yu-Wei Wang    | Yu-Wei Wang    | 1           | 2           |  |  |               |                 |                 |               |               |   |   |              |                 |                 |              |              |  |

### Sezione 3
|  | Primo turno   | Primo turno   | Primo turno   | Primo turno | Primo turno |  |  | Secondo turno | Secondo turno | Secondo turno | Secondo turno | Secondo turno |   |   | Ultimo turno | Ultimo turno  | Ultimo turno  | Ultimo turno | Ultimo turno |  |
|  |               |               |               |             |             |  |  |               |               |               |               |               |   |   |              |               |               |              |              |  |
|  |               |               |               |             |             |  |  |               |               |               |               |               |   |   |              |               |               |              |              |  |
|  |               |               |               |             |             |  |  | 3             | Kevin Ullyett | 3             | 6             | 6             |   |   |              |               |               |              |              |  |
|  | Takao Suzuki  | Takao Suzuki  | Takao Suzuki  | 6           | 6           |  |  |               | Takao Suzuki  | 6             | 4             | 4             |   |   |              |               |               |              |              |  |
|  | Yu Zhang      | Yu Zhang      | Yu Zhang      | 2           | 1           |  |  |               |               |               |               |               |   |   | 3            | Kevin Ullyett | Kevin Ullyett | 6            | 7            |  |
|  | Roger Smith   | Roger Smith   | Roger Smith   | 6           | 6           |  |  |               |               | 5             | Wayne Black   | Wayne Black   | 1 | 5 |              |               |               |              |              |  |
|  | Mark Ferreira | Mark Ferreira | Mark Ferreira | 3           | 3           |  |  |               | Roger Smith   | 4             | 6             | 1             |   |   |              |               |               |              |              |  |
|  | 5             | Wayne Black   | Wayne Black   | 6           | 6           |  |  | 5             | Wayne Black   | 6             | 4             | 6             |   |   |              |               |               |              |              |  |
|  |               | Chun-Yen So   | Chun-Yen So   | 3           | 1           |  |  |               |               |               |               |               |   |   |              |               |               |              |              |  |

### Sezione 4
|  | Primo turno   | Primo turno      | Primo turno   | Primo turno | Primo turno |  |  | Secondo turno | Secondo turno    | Secondo turno    | Secondo turno    | Secondo turno    |   |   | Ultimo turno | Ultimo turno | Ultimo turno | Ultimo turno | Ultimo turno |  |
|  |               |                  |               |             |             |  |  |               |                  |                  |                  |                  |   |   |              |              |              |              |              |  |
|  |               |                  |               |             |             |  |  |               |                  |                  |                  |                  |   |   |              |              |              |              |              |  |
|  |               |                  |               |             |             |  |  | 4             | Bill Behrens     | Bill Behrens     | 6                | 6                |   |   |              |              |              |              |              |  |
|  | Vadim Kucenko | Vadim Kucenko    | Vadim Kucenko | 6           | 6           |  |  |               | Vadim Kucenko    | Vadim Kucenko    | 1                | 2                |   |   |              |              |              |              |              |  |
|  | Melvin Tong   | Melvin Tong      | Melvin Tong   | 2           | 0           |  |  |               |                  |                  |                  |                  |   |   | 4            | Bill Behrens | Bill Behrens | 3            | 4            |  |
|  | Yu Zheng      | Yu Zheng         | Yu Zheng      | 6           | 6           |  |  |               |                  | 6                | Satoshi Iwabuchi | Satoshi Iwabuchi | 6 | 6 |              |              |              |              |              |  |
|  | Timur Ganiev  | Timur Ganiev     | Timur Ganiev  | 3           | 4           |  |  |               | Yu Zheng         | Yu Zheng         | 6                | 5                |   |   |              |              |              |              |              |  |
|  | 6             | Satoshi Iwabuchi | 6             | 4           | 7           |  |  | 6             | Satoshi Iwabuchi | Satoshi Iwabuchi | 7                | 7                |   |   |              |              |              |              |              |  |
|  |               | Mahesh Bhupathi  | 1             | 6           | 5           |  |  |               |                  |                  |                  |                  |   |   |              |              |              |              |              |  |